# Arisztarkhosz-kráter
Az Arisztarkhosz-kráter holdi becsapódási kráter, amely a Hold északnyugati részén, a Föld felé néző oldalon található. A kráter a Hold felszínén található alakzatok közül az egyik legfényesebb, albedója közel kétszerese a holdfelszín átlagos albedójának (0,12). A kráter olyan fényes, hogy szabad szemmel is megfigyelhető és erősebb távcsövekben rendkívül jól látható. A kráter akkor is látható, amikor újhold idején a felszínt csak a Földről visszaverődő fény világítja meg.
A kráter az Arisztarkhosz-fennsík délkeleti pereménél található, egy olyan területen, ahol számos vulkanikus képződmény figyelhető meg. A környéken számos átmeneti fényjelenséget (a Hold felszínének színváltozását) figyeltek meg, illetve ezen a részen jelentős radon gáz kibocsátást fedezett fel a Lunar Prospector szonda.
A kráter elnevezését eredetileg az olasz térképkészítő, Giovanni Riccioli választotta, aki a számoszi Arisztarkhosz-ról, az i. e. kb. 310 – 230 között élt görög matematikusról és csillagászról nevezte el. Riccioli 1651-ben kiadott művében, a Almagestum novum-ban a Hold felszínén távcsővel megfigyelhető, kör alakú képződményeket (kráterek) híres csillagászok és filozófusok után nevezte el. A kráter elnevezése széles körben elfogadott volt, de hivatalosan csak a Nemzetközi Csillagászati Unió 1935-ös közgyűlésén fogadták el.

## Szomszédos kráterek

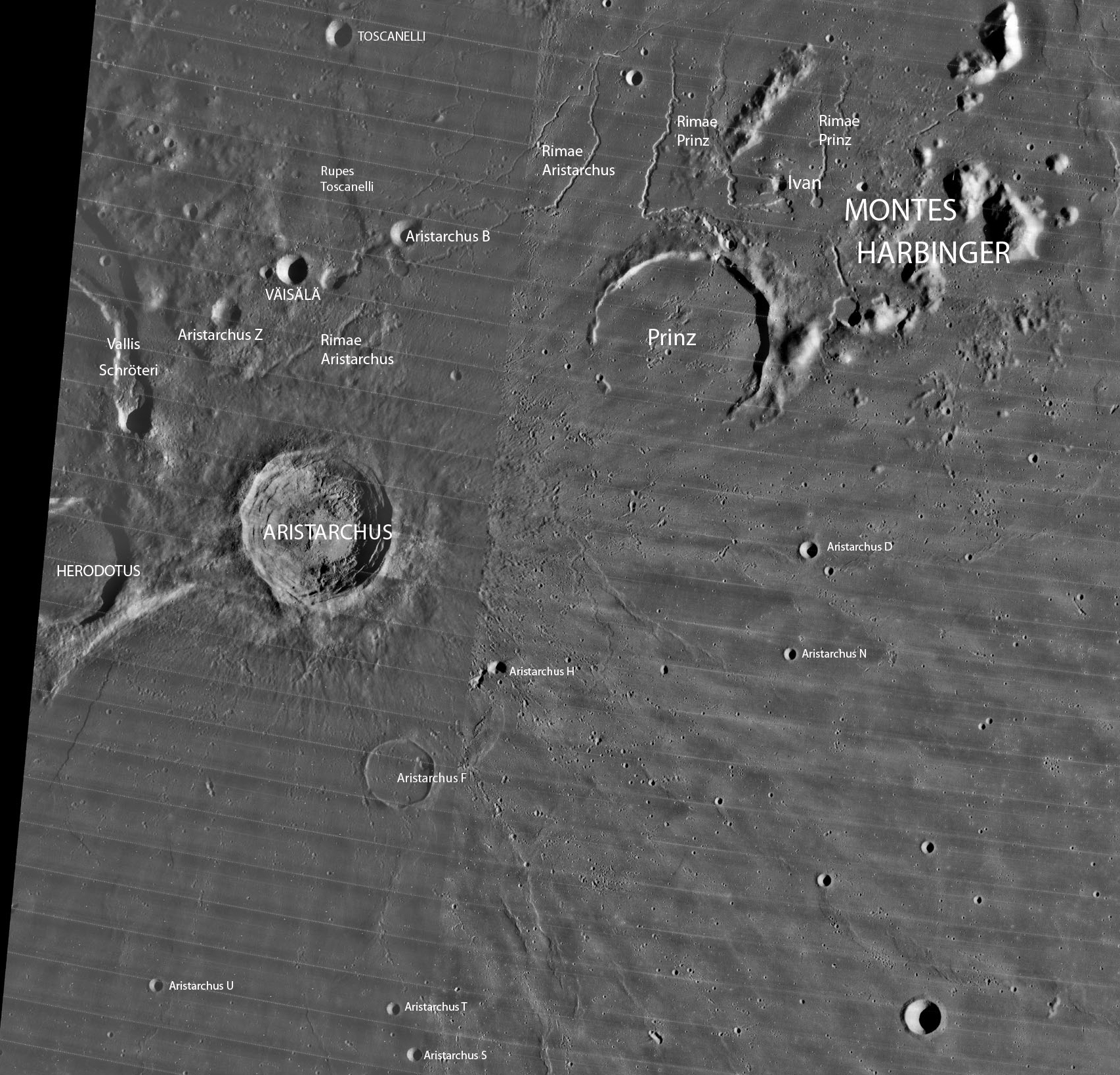
Az Arisztarkhosz-kráter és kísérő kráterei

Az Arisztarkhosz-kráter szomszédságában számos kisebb kráter található, amelyek feltehetően a másodlagos becsapódások során keletkeztek. A másodlagos becsapódásokra akkor kerül sor, amikor egy nagyobb becsapódást követően nagy mennyiségű anyag lökődik ki a kráterből, amely a közelben becsapódva kisebb krátereket hoz létre. Közmegegyezés alapján ezeket a kísérő krátereket egy betűvel jelölik, amelyet a kráter középpontjának arra az oldalára helyeznek el a holdtérképen, amely a legközelebb esik a főkráterhez.
| Arisztarkhosz | Szélesség | Hosszúság | Átmérő |
| ------------- | --------- | --------- | ------ |
| B             | 26.3° N   | 46.8° W   | 7 km   |
| D             | 23.7° N   | 42.9° W   | 5 km   |
| F             | 21.7° N   | 46.5° W   | 18 km  |
| H             | 22.6° N   | 45.7° W   | 4 km   |
| N             | 22.8° N   | 42.9° W   | 3 km   |
| S             | 19.3° N   | 46.2° W   | 4 km   |
| T             | 19.6° N   | 46.4° W   | 4 km   |
| U             | 19.7° N   | 48.6° W   | 4 km   |
| Z             | 25.5° N   | 48.4° W   | 8 km   |

A következő szomszédos krátereket az IAU döntése értelmében nem tartják az Arisztarkhosz kísérő kráterének és ezért új nevet kaptak:
- Aristarchus A — lásd Väisälä.
- Aristarchus C — lásd Toscanelli.